# Klingsberg
Klingsberg är en stadsdel i södra Norrköping med 2 678 invånare (2022). Avgränsas i norr av Albrektsvägen, i öster av Ljuragatan, i söder av Söderleden och i väster av Gamla Övägen. 
I Klingsberg ligger bland annat S:t Johannes kyrka, Holmstaskolan, Klingsborgsskolan, Borgmästaregården och Klingsbergsgården samt Klingsbergsparken, Johannesparken och Snävaretäppan. Åren 1945-2006 gick spårvagnslinje 2 till Klingsberg.